# Perilampus ruficornis
Perilampus ruficornis is een vliesvleugelig insect uit de familie Perilampidae. De wetenschappelijke naam is voor het eerst geldig gepubliceerd in 1793 door Fabricius.